# 中国历代人物传记资料库
中国历代人物传记资料库，或称中国历代人物传记数据库（英語：China Biographical Database，即），是互联网上系统性地收入中国历史上所有重要的传记资料的关系型资料库。

## 历史
中國歷代人物傳記資料庫為美國漢學家、賓夕法尼亞大學教授郝若貝（Robert M. Hartwell）（1932–1996）创建，郝若貝教授將資料庫初版及其他財產遺贈哈佛燕京學社。中国历代人物传记资料库现在由哈佛大学费正清研究中心、中央研究院歷史語言研究所與北京大学中国古代史研究中心联合主持，目的在于将计算机技术与人文社会科学相结合，对中国历史上所有重要的传记资料进行系统性地数字化处理，以便采用社会科学方法研究中国历史。中国历代人物传记资料库管理委员会负责管理数据库。
委员会成员包括：哈佛大学包弼德（Peter K. Bol，執行委員會主席）、北京大学中国古代史研究中心邓小南、加利福尼亚大学尔湾分校傅君劢（Michael A. Fuller）、巴科内尔大学陈松、中央研究院歷史語言研究所陳熙遠、中央研究院历史语言研究所陳雯怡、北京大学中国古代史研究中心罗新。

## 錯漏問題
資料庫存在不少錯漏，錯字問題，如將明朝進士韓杲錯誤記錄為「韓果」，將同名的歷史人物混淆，如明朝將領李如松和明朝嘉靖進士李如松的經歷混在一起。